# Конвой PQ 9
Конвой PQ 9/10 (англ. Convoy PQ 9/10) — арктичний конвой транспортних суден у кількості 10 одиниць, відправлений західними союзниками для допомоги Радянському Союзу від берегів Великої Британії через Ісландію до радянського порту Мурманська під час Другої світової війни. Відправлення конвою PQ 9 17 січня було відкладено після того, як Адміралтейство отримало повідомлення про вихід у море німецького лінкора «Тірпіц».
Затримки та інші проблеми вплинули на графік конвою через формування конвою PQ 10, і замість того, щоб чекати, поки конвой зосередиться, вантажне судно Trevorian відправилося з конвоєм PQ 9, який був перейменований у конвой PQ 9/10. Конвой складався з трьох британських, чотирьох радянських, одного американського, одного норвезького та одного судна, зареєстрованого в Панамі.
Конвой супроводжували з Ісландії три британські озброєні траулери, потім до нього приєднався легкий крейсер «Найджерія» та есмінці «Фокнор» і «Інтрепід». Тісний супровід здійснювали норвезькі озброєні китобійні судна HNoMS Hav та HNoMS Shika. 7 лютого до конвою приєдналися два мінні тральщики Королівського флоту, який 10 лютого без подій прибув до Мурманська.

## Кораблі та судна конвою PQ 9/10

### Судна конвою PQ 9
| Назва                    | Прапор          | Тоннаж (GRT) | Прим.  |
| ------------------------ | --------------- | ------------ | ------ |
| Atlantic (1939)          | Велика Британія | 5414         |        |
| El Lago (1920)           | Панама          | 4221         |        |
| Empire Selwyn (1941)     | Велика Британія | 7167         |        |
| «Фрідріх Енгельс» (1930) | СРСР            | 3972         |        |
| «Іжора» (1921)           | СРСР            | 2815         |        |
| Noreg (1931)             | Норвегія        | 7605         | танкер |
| «Революціонер» (1936)    | СРСР            | 2900         |        |
| «Тбілісі» (1912)         | СРСР            | 7169         |        |
| West Nohno (1919)        | США             | 5769         |        |

### Судна конвою PQ 10
| Назва            | Прапор          | Тоннаж (GRT) | Прим. |
| ---------------- | --------------- | ------------ | ----- |
| Trevorian (1920) | Велика Британія | 4599         |       |

### Кораблі ескорту
| Назва       | Прапор                                  | Тип корабля                           | Прим.       |
| ----------- | --------------------------------------- | ------------------------------------- | ----------- |
| «Брітомарт» | Військово-морські сили Великої Британії | тральщик типу «Гальсіон»              | 7-10 лютого |
| «Фокнор»    | Військово-морські сили Великої Британії | лідер ескадрених міноносців типу «F»  | 5-10 лютого |
| «Інтрепід»  | Військово-морські сили Великої Британії | ескадрений міноносець типу «I»        | 5-10 лютого |
| «Найджерія» | Військово-морські сили Великої Британії | легкий крейсер типу «Коронна колонія» | 5-8 лютого  |
| «Шарпшутер» | Військово-морські сили Великої Британії | тральщик типу «Гальсіон»              | 7-10 лютого |

- також 3 британські протичовнові траулери (1-5 лютого) та 2 норвезькі озброєні китобійні судна (1—10 лютого — безпосередній ескорт конвою)